# 奈良市立大柳生小学校
奈良市立大柳生小学校（ならしりつ おおやぎゅうしょうがっこう）は、かつて奈良県奈良市大柳生町にあった公立小学校。

## 沿革
- 1947年4月1日 - 開校。
- 1993年3月31日 - 大平尾分校を廃校とし、統合する。
- 2012年3月31日 - 相和小学校と統合し閉校。

## クラス数・児童数
- 1年 - 5人（複式学級）
- 2年 - 3人（複式学級）
- 3年 - 2人（複式学級）
- 4年 - 7人（複式学級）
- 5年 - 1クラス5人
- 6年 - 1クラス8人

## 校区
大柳生町・大平尾町・阪原町・大慈仙町・忍辱山町

## 卒業後の進路
- 奈良市立田原中学校（大平尾町の一部のみ）
- 奈良市立興東中学校（大平尾町の一部以外）